# Elise Sommer
Elise Sommer (* 29. Oktober 1761 in Laasphe als Anne Christiane Elisabeth Brandenburg; † 30. August 1836 in Neisse) war eine deutsche Schriftstellerin und Dichterin.

## Leben
Anne Christiane Elisabeth Brandenburg, kurz Elise Brandenburg genannt, wurde als erstes von acht Kindern als Tochter von Joachim Friedrich Brandenburg geboren.
Elise Brandenburg verbrachte einige Jahre ihrer Kindheit und Jugend in Stralsund bei ihres Vaters einziger Schwester Juliane Eleonore, Ehefrau von Friedrich Berend Reincke. Die in jeder Hinsicht andere Umgebung in der großen Stadt an der Ostsee und in einer wohlhabenden Familie hat die Heranwachsende stark geprägt.
Nach dem Tode ihrer Mutter (1778) wurde Elise Brandenburg nach Hause in Burbach gerufen, um ihren kranken Vater zu pflegen.
Am 17. November 1779 heiratete sie in Burbach Johann Ludwig Sommer (1749–1798) aus Laasphe, mit dem sie in Berleburg wohnte. Aus dieser Ehe gingen fünf Söhne und fünf Töchter hervor, von denen allerdings drei nicht lange lebten.
Da Ludwig Sommer kein Vermögen hinterlassen hatte, war seine Witwe auf Hilfe der Verwandtschaft aus Stralsund angewiesen, die es den Söhnen ermöglichte, in Marburg zu studieren. Dorthin zog dann auch die übrige Familie.
Beziehungen nach Berleburg bestanden aber weiterhin. Der fürstliche Regierungsrat Friedrich August Jost (1774–1830) heiratete Elise Sommer in der Lutherischen Kirche zu Marburg am 6. Juli 1806. Sie trennte sich nach kurzer Zeit; die Ehe wurde aus unbekannten Gründen vor dem 6. Juni 1809 aufgelöst.
Elise Sommer, wie sie sich nun wieder nannte, lebte von da an bei ihren Kindern, so in Marburg, Darmstadt, Göttingen, Heidelberg, Kassel, Bergen auf Rügen, Crossen, Neisse. Am 30. August 1836 starb sie in Nysa und wurde am 15. September 1836 in Bergen auf Rügen begraben.
Nach dem Tode ihres ersten Mannes begann Elise Sommer mit schriftstellerischer Arbeit und veröffentlichte u. a. in Christoph Martin Wielands „Teutschem Merkur“ und in Johann Friedrich Cottas „Morgenblatt für gebildete Stände“ Miszellen und Gedichte. Unterstützung erhielt sie dabei von Christian Friedrich Daniel Schubart, Leopold Friedrich Günther von Goeckingk und Karl Wilhelm Justi.

## Werke
- Die Beiträge Sommers für den Teutschen Merkur sind als Volltext vorhanden (als Autor Sommer, E. eingeben)
- Poetische Versuche. Bayrhoffer, Marburg 1806 (Digitalisat bei Google Books). Neuauflage, hrsg. von Karl-Maria Guth: Contumax - Hofenberg, Berlin 2015, ISBN 978-3-8430-9758-1
- Gedichte. Herrmannsche Buchhandlung, Frankfurt am Main 1813 (Digitalisat bei Google Books). Neuauflage, hrsg. von Karl-Maria Guth: Contumax - Hofenberg, Berlin 2015, ISBN 978-3-8430-9756-7
- Gedichte und prosaische Aufsätze. Mit einem Vorwort von Karl Wilhelm Justi. Züllichau 1833. (Im Anhang auch Gedichte ihrer Tochter Friederike Pauline Götze)